# Žarko Petan
Žarko Petan (Ljubljana, 1929. március 27. – 2014. május 2.) szlovén író, költő, színházi rendező. Ismertté jelentős aforizma-gyűjteménye tette.

## Élete
Vendéglátós édesapja és háztartásbeli édesanyja 2. gyermekeként született Ljubljanában. 1935 és 1939 között a helyi nép iskolából tanult, majd a zenggi gimnáziumba került, 1941 és 1943 között a zágrábi gimnázium tanulója. Időközben szülei 1940-ben visszamentek Szlovéniába, Mariborba, mivel édesapja éttermet vásárolt a városban. Az éttermet a második világháború során kisajátították a németek.
1943-ban az egész család Triesztbe menekült, ahol Petan az Antifasiszta Ifjúsági Szervezet tagja. A világháború után a maribori partizángimnáziumban pótolta be a háború miatt elmaradt tanulmányait, az utolsó tanévet a rendes maribori gimnáziumban fejezte be, majd érettségit szerzett.
Miután édesapja visszavásárolt üzletét 1946-ban újra kisajátították, egy idő után felköltözött Petanhoz ljubljanai albérletébe, ekkor lépett ki Petan a jugoszláv Kommunista Ifjúsági Szövetségből. 1947 és 1951 között a ljubljanai egyetemen közgazdaságtant hallgatott, diplomázása után nem talált munkát, ekkor kezdett el különböző újságokba cikkeket írni.
1953 és 1957 között a ljubljanai Színházi Akadémián tanult. 1958-ban behívták katonának, egy évvel később kémkedés vádjával Újvidéken letartóztatták, egy belgrádi börtönbe vitték. A jugoszláv katonai bíróság hét évi szabadságvesztésre ítélte. Petan a határozat ellen fellebbezéssel élt, 1961-ben másodfokon felmentették. Ebben az időszakban halt meg édesapja. A történteket a „Preteklost” (Múlt) c. életrajzi könyvében dolgozta fel.
1975-ben a ljubljanai Nemzeti Színház igazgatójává nevezték ki. Rendezőként 122 darabot vitt színre. Emellett a volt Jugoszlávia összes tagállamában, de Németországban, Olaszországban is rendezett. Nemzetközi ismertséget nagyszámú aforizma-gyűjteményével is szerzett.
Az 1990-es évek közepén a szlovén közszolgálati rádió és televízió főigazgatója volt.

## Művei
- Spominjanje
- Ponavljanje preteklosti, Zgodba o RTV
- Avforizmi (aforizmák)
- Mora
- Tri želje

## Magyarul
- Az üresfejű Andrejka; ford. Bodrits István; Forum, Novi Sad, 1967 (Csillagos könyvek)